# Brzoza (powiat krotoszyński)
Brzoza – wieś w Polsce położona w województwie wielkopolskim, w powiecie krotoszyńskim, w gminie Krotoszyn.
W okresie Wielkiego Księstwa Poznańskiego (1815-1848) miejscowość należała do wsi mniejszych w ówczesnym pruskim powiecie Krotoszyn w rejencji poznańskiej. Brzoza należała do okręgu krotoszyńskiego tego powiatu i stanowiła część majątku Teresin (niem. Theresienstein), którego właścicielem był wówczas książę Thurn und Taxis. Według spisu urzędowego z 1837 roku wieś liczyła 89 mieszkańców, którzy zamieszkiwali 8 dymów (domostw). Wzmiankowana była również kolonia Brzoza (7 domów, 29 osób).
W latach 1975–1998 miejscowość należała administracyjnie do województwa kaliskiego.